# 維代姆市鎮

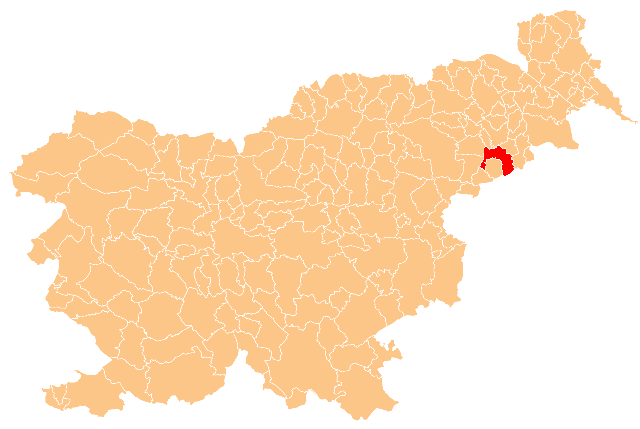

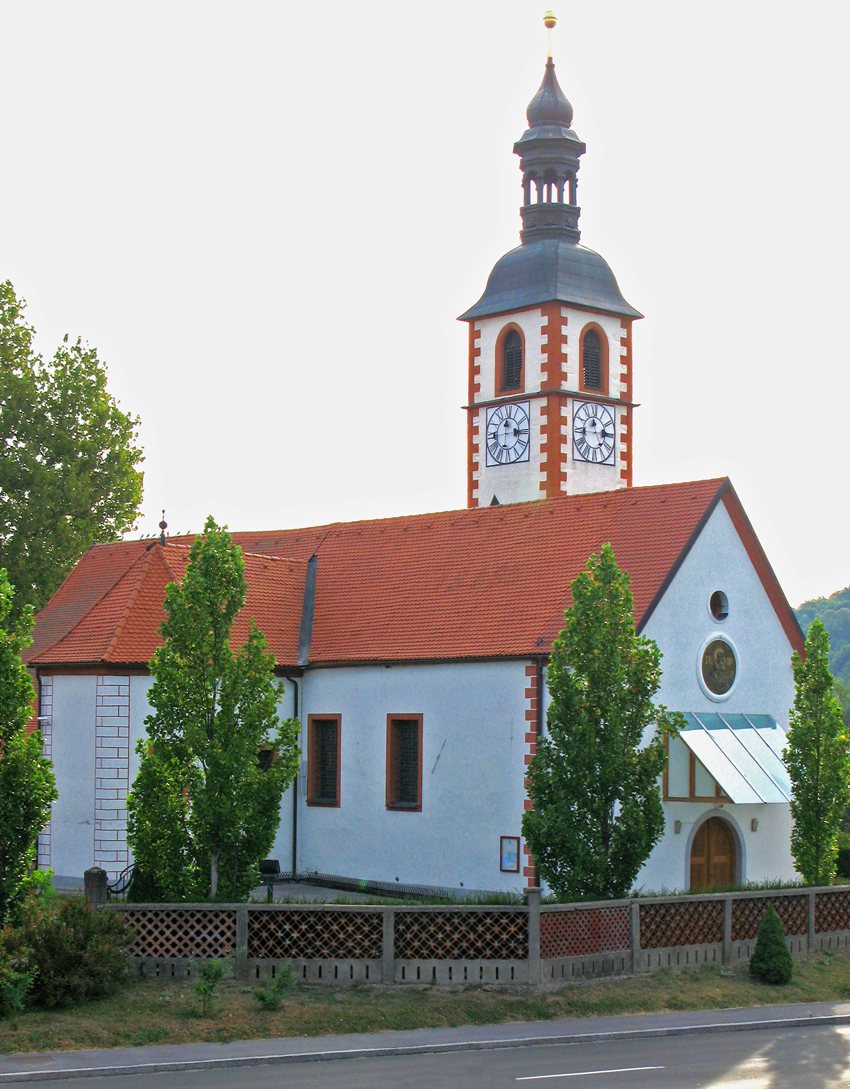
当地教堂

46°22′N 15°54′E / 46.367°N 15.900°E
維代姆市鎮，是斯洛文尼亞東北部的一個市镇，行政中心为普圖伊附近維代姆。傳統上屬於下施蒂利亞地區。市镇面積为80.2平方公里，2019年人口数量为5,587人，人口密度每平方公里70人。